# エクスカリバー (1981年の映画)
『エクスカリバー』（Excalibur）は、1981年のイギリス・アメリカ合衆国の冒険ファンタジー映画。監督はジョン・ブアマン、出演はナイジェル・テリーとヘレン・ミレンなど。トマス・マロリーの『アーサー王の死』を基に、アーサー王の生涯を描いた作品である。

## ストーリー
鳥も獣も花も人もまだ現れず、死が夢に過ぎなかった太古に作られた王者の剣「エクスカリバー」。魔法使いマーリンを介して、湖の精より豪族ウーサーに授けられたエクスカリバーは、歳月を経て、ウーサーの遺児アーサーを新たな主として選ぶ。
王剣の持ち主、すなわち王たる運命を背負ったアーサーを幾多の冒険が待ち受ける。円卓の騎士たち、キャメロット城、愛と裏切り、王国の混迷……、いつしかアーサーは疲れ果てていた。しかし彼は、騎士パーシバルが持ち帰った聖杯に賦活され、王の責務を果たすべく再び立ち上がり、マーリンや騎士たちと共に戦い続ける。
王国の権力を掌握しつつあった異父姉モーガナと、モーガナとアーサーの息子モードレッドの野望を挫いたアーサーは、死に瀕して妖精の島「アヴァロン」にいざなわれる。持ち主を失ったエクスカリバーもまた、湖の精の元に還ってゆく。

## キャスト
| 役名                       | 俳優                     | 日本語吹替                                                                | 日本語吹替 |
| 役名                       | 俳優                     | テレビ朝日版                                                              |            |
| -------------------------- | ------------------------ | ------------------------------------------------------------------------- | ---------- |
| アーサー王                 | ナイジェル・テリー       | 堀勝之祐                                                                  |            |
| モーガナ                   | ヘレン・ミレン           | 藤田淑子                                                                  |            |
| マーリン                   | ニコル・ウィリアムソン   | 北村和夫                                                                  |            |
| ランスロット               | ニコラス・クレイ         | 津嘉山正種                                                                |            |
| 王妃グィネヴィア           | チェリー・ランギ         | 小宮和枝                                                                  |            |
| パーシバル卿               | ポール・ジェフリー       | 石田太郎                                                                  |            |
| レオデグランス王           | パトリック・スチュワート | 加藤精三                                                                  |            |
| ユリエンズ卿               | キース・バックレイ       | 坂口芳貞                                                                  |            |
| エクター卿                 | クライヴ・スウィフト     | 阪脩                                                                      |            |
| ケイ卿                     | ニオール・オブライエン   | 筈見純                                                                    |            |
| アボット                   | イーモン・A・ケリー      | 大久保正信                                                                |            |
| モードレッド               | ロバート・アディ         | 池田秀一                                                                  |            |
| 少年時代のモードレッド     | チャーリー・ブアマン     | 小宮山清                                                                  |            |
| ロット                     | キアラン・ハインズ       | 野島昭生                                                                  |            |
| ガウェイン卿               | リーアム・ニーソン       | 中田浩二                                                                  |            |
| ウーサー王                 | ガブリエル・バーン       | 家弓家正                                                                  |            |
| コーンウォール公ゴルロイス | コリン・レッドグレーヴ   | 小林清志                                                                  |            |
| イグレイン                 | カトリン・ブアマン       |                                                                           |            |
| 役不明又はその他           |                          | 吉田理保子 郷里大輔 幹本雄之 笹岡繁蔵 山口健 大塚芳忠 大滝進矢 佐々木るん |            |
|                            |                          |                                                                           |            |
| 翻訳                       |                          | 額田やえ子                                                                |            |
| 演出                       |                          | 左近允洋                                                                  |            |
| 調整                       |                          | 山田太平                                                                  |            |
| 効果                       |                          | PAG                                                                       |            |
| 選曲                       |                          | 東上別符精                                                                |            |
| 担当                       |                          | 山田ゆみ子                                                                |            |
| 制作                       |                          | グロービジョン                                                            |            |
| 初回放送                   |                          | 1986年4月27日 『日曜洋画劇場』                                            |            |

## 作品の評価
Rotten Tomatoesによれば、批評家の一致した見解は「アーサー王の伝説に対するジョン・ブアマンのオペラ的で豪華に撮られた本作は、視覚的に注目に値するとともに、英国俳優のオールスターによるラインナップが力強い演技を見せている。」であり、92件の評論のうち高評価は73%にあたる67件で、平均点は10点満点中7.1点となっている。Metacriticによれば、10件の評論のうち、高評価は3件、賛否混在は7件、低評価はなく、平均点は100点満点中56点となっている。